# Новикова, Елена Борисовна
Но́викова, Еле́на Бори́совна (4 июня 1912 — 20 июля 1996) — советский архитектор и педагог, кандидат архитектуры, профессор МАРХИ, автор книг по истории и теории архитектуры. Автор монографии «Интерьер общественных зданий», опубликованной в 1987 и переизданной в 1991 году.
Супруг — архитектор Михаил Григорьевич Бархин.
Дети — Татьяна и Сергей Бархины.

## Биография
Родилась в семье Татьяны Александровны и Бориса Михайловича Новиковых. Семья поселилась в новом доходном доме Демента в Москве на Полянке, 54. Предки матери — Хлудовы и Найденовы, крупные  фабриканты, основатели текстильного производства в России; занимались благотворительностью и общественной деятельностью, коллекционировали живопись, фарфор. После революции, в 1917 году семья была выселена из дома на Полянке с частичной конфискацией имущества.
Окончила школу-девятилетку № 4 с чертежно-строительным уклоном (бывшее реальное училище Мазинга в Малом Знаменском переулке). В 1929—1934 работала чертежником, затем техником-конструктором в проектном институте «Текстильстрой», где познакомилась со свои будущим мужем М. Г. Бархиным и С. Е. Вахтанговым; они привлекли ее как чертежника к работе над проектом театра Мейерхольда.
В 1933 году поступила в Московский архитектурный институт, который закончила с отличием в 1940 году. Тема диплома — «Цирк», руководитель профессор Н. В. Марковников. Начала работать в Академии архитектуры в мастерской А. К. Бурова. В 1942—1943 годах, в эвакуации работала в КирГосПроекте под руководством инженера Г. Г. Карлсена над проектами жилых домов с купольным перекрытием из местного материала самана.
В 1943 году вернулась в Москву и поступила в аспирантуру в класс А. К. Бурова. В 1950 году защитила диссертацию кандидатскую диссертацию по теме «Исследование высотных сооружений в русской архитектуре», причем весь западный раздел, посвященный, в том числе, американским небоскребам, из диссертации пришлось убрать из-за развернувшейся в период защиты кампании по борьбе с космополитизмом.
С 1946 года преподавала в МАРХИ. Сначала в одной группе с А. К. Буровым, а в другой с М. Г. Бархиным (руководитель) и С. Х. Сатунцем. Впоследствии работала с такими известными архитекторами, как М. Ф. Оленев, Ю. Н. Шевердяев, М. О. Барщ, М. И. Синявский, Г. А. Симонов и др. Много лет работала в паре с З. Ф. Зубаревой, с конца 70-х — как руководитель с З. А. Маликовой, С. Я. Кузнецовым и О. Д. Бреславцевым. Под руководством Е. Б. Новиковой в МАРХИ были защищены пять кандидатских диссертаций.
Участвовала в создании учебного пособия «Интерьер общественных и жилых зданий» (Стройиздат, 1973) как автор раздела «Интерьер общественных зданий». Позднее стала автором монографии «Интерьер общественных зданий. Художественные проблемы» (1987), переизданной с переработкой и дополнениями в 1991 году.
Е.Б. Новикова много сделала для развития архитектурного образования. Была членом комиссии архитектурного образования в правлении Союза архитекторов. Инициировала создание и стала создателем архитектурного отделения Университета культуры для школьников при ЦДА, была председателем его Методического совета. При университете изданы брошюры «Наш опыт» (1976) и «Введение в архитектуру» (1989).
В конце жизни Елена Новикова много занималась историей своей семьи, написала мемуары и книгу «Хроника пяти поколений. Хлудовы, Найденовы, Новиковы…», совместно со своей сестрой К. Б. Новиковой готовила к изданию «Памятную книгу» Г. И. Хлудова, своего прадеда по материнской линии. Составила комментарии к ней, предисловие и послесловие.
Елене Новиковой посвящена монография «Елена Новикова. Архитектор. Проекты, конкурсы, научные работы, воспоминания», составленная ее дочерью Татьяной Бархиной и вышедшая малым тиражом 200 экземпляров в издательстве «Близнецы» в 2012 году.

## Проекты
Параллельно в преподаванием принимала участие в многочисленных конкурсах на типовые кинотеатры, клубы, жилые дома в соавторстве с М. Г. Бархиным. В начале 1950-х годов участвовала в работе над проектами Дворца труда ВЦПС в соавторстве с М. Г. Бархиным, в конце 1950-х     участвовала в открытом конкурсе на проект Дворца Советов  (2 премия – 1 место) совместно с М.Г. Бархиным. В 1959 в заказном конкурсе на проект  Дворца Советов, второй тур (вариант Е.Б. Новиковой и М.Г. Бархина – 3 премия). Участвовала в международных     конкурсах на экспериментальный жилой квартал в Москве совместно с Г.А. Симоновым (1960), на проект Всемирной выставки в Москве совместно с Г.Б. и Б.Г. Бархиными (1961), на монумент победы на Плайя Хирон, Куба с С.М. Бархиным (1967).
- В 1951–1952 годах – проект Дворца труда ВЦСПС (2 варианта) совместно с М.Г. Бархиным.
- Проект здания новой типографии и редакции газеты «Известия».
- Проект здания профтехшколы (2 вариант).
- Параллельно с преподаванием  принимала участие в многочисленных конкурсах на типовые кинотеатры, клубы, жилые дома в соавторстве  М.Г.    Бархиным. В начале 1950-х годов участвовала в работе над проектами Дворца труда ВЦПС в соавторстве с М.Г. Бархиным.
- В 1950-е участвовала в многочисленных архитектурных конкурсах на жилые дома, а также школы, клубы, кинотеатры в разных климатических поясах. Большинство проектов премированы.
- В конце 1950-х участвовала в открытом конкурсе на проект Дворца Советов (2 премия – 1 место) совместно с М.Г. Бархиным. В 1959 – в заказном конкурсе на проект  Дворца Советов, второй тур (вариант Е.Б. Новиковой и М.Г. Бархина – 3-я премия).
- Участвовала в международных конкурсах на экспериментальный жилой квартал в Москве совместно с Г.А. Симоновым (1960) и на проект Всемирной выставки в Москве совместно с Г.Б. и Б.Г. Бархиными (1961), на монумент победы на Плайя Хирон, Куба с С.М. Бархиным (1967).
- В 1985 и 1991 руководила научно-исследовательской работой группы студентов дипломников «Градостроительная роль высотных зданий и застройка Садового кольца (эта работа получила медаль и диплом 2-й степени на бьеннале в Софии).

## Книги
М. В. Лисициан, Е. Б. Новикова, З. В. Петунина. Интерьер общественных и жилых зданий. М., Стройиздат, 1973.
Е. Б. Новикова. Интерьер общественных зданий. Художественные проблемы. М., Стройиздат, 1987.
Е. Б. Новикова. Интерьер общественных зданий. 2-е издание, дополненное и переработанное. М., Стройиздат, 1991.
Е. Б. Новикова. Хроника пяти поколений. Хлудовы, Найденовы, Новиковы… М., «Близнецы», 1998. — 342 с. 200 экз.
Т. М. Бархина, автор-составитель. Елена Новикова. Архитектор. Проекты, конкурсы, научные работы, воспоминания. Москва, «Близнецы», 2012.

## Статьи
Е. Б. Новикова. Реконструкция Садового кольца // АRX. № 1 — 1991. О дипломных работах, выполненных под ее руководством в МАРХИ группой студентов, по теме «Градостроительная роль высотных зданий и застройка Садового кольца» (работа 1985—1991, медаль и диплом 2 степени на биеннале в Софии.
Е. Б. Новикова. От игры к творчеству // Архитектура СССР. № 11.
Татьяна Бархина. Воспоминания о маме // Tatlin.ru. 04.03.2021.

## Хронология
1929 — Окончила школу с чертежно-конструкторским уклоном (бывшее реальное училище Мазинга).
1929—1934 — Работала в проектном институте «Текстильстрой» (позднее переименованном в «Промстройпроект») и без отрыва от производства училась в строительно-конструкторском техникуме.
1930 — Познакомилась с молодыми талантливыми архитекторами Михаилом Бархиным и Сергеем Вахтанговым, работавшими в «Текстильстрое». Они привлекли ее в качестве чертежника к работе над проектом театра Мейерхольда.
1931 — Исключена из техникума как дочь «лишенца»; затем восстановлена.
1933 — Вышла замуж за архитектора Михаила Григорьевича Бархина.
1934 — Поступила в Московский архитектурный институт.
1940 — С отличием окончила институт. Тема диплома — «Цирк», руководитель профессор Н. В. Морковников. Проект опубликован в иллюстрированном приложении к «Строительной газете» № 51—52.
1940—1941 — После окончания института начала работать в Академии архитектуры в мастерской А. К. Бурова. Участвовала в проектировании 2-й очереди жилого дома на ул. Горького. Конкурсный проект памятника бойцам и командирам Красной армии в г. Кизляре — 1-я премия.
1942—1943 — Во время эвакуации в городе Фрунзе (Бишкек) работала в «Киргоспроекте». Разрабатывала экспериментальные жилые дома с купольным покрытием из местных материалов (руководитель проф. Г. Г. Карлсен).
1943 — Зачислена в аспирантуру под руководством А. К. Бурова.
1946—1950 — Работала в Академии архитектуры ассистентом А. К. Бурова.
1946 — В числе лучших аспирантов была приглашена директором Московского архитектурного института проф. И. С. Николаевым на преподавательскую деятельность.
1950 — Защитила кандидатскую диссертацию «Исследование высотных сооружений в русской архитектуре». Научный руководитель А. К. Буров.
1952 — 12 января утверждена в ученом звании доцента Московского архитектурного института.
1951—1952 — Параллельно с преподавательской деятельностью в мастерской ВЦСПС совместно с М. Г. Бархиным выполнила проекты: дворца труда ВЦСПС — 2 варианта; здания новой типографии и редакции газеты «Известия»; Здание Профтехшколы — 2 варианта.
1954—1968 — Участвовала во многих открытых конкурсах на типовые проекты жилых домов, школ, клубов, кинотеатров: типовой проект жилого крупноблочного дома в 4-м климатическом поясе (3-я премия); типовой проект клуба на 800 человек (2-я премия); типовой проект кинотеатра на 600 человек (1-я премия); типовой проект кинотеатра на 300 человек (3-я премия); типовые проекты сельского клуба на 300 человек (1-я и 3-я премии).
1956—1957 — Участвовала в открытом конкурсе на проект Дворца Советов.
Проект под девизом «Золотая звезда», авторы Е. Б. Новикова и М. Г. Бархин, удостоен 2-й премии.
1958—1959 — Участвовала в заказном конкурсе на проект Дворца Советов.
Проект под девизом «Круг» получил 3-ю премию (вариант Е. Б. Новиковой и М. Г. Бархина).
1960 — Участвовала в международном конкурсе на экспериментальный жилой район в Москве. Проект МАРХИ (авторы Г. А. Симонов и Е. Б. Новикова).
1961 — Участвовала в международном конкурсе на проект «Всемирной выставки в Москве». Проект МАРХИ (авторы Г. Б. Бархин, Б. Г. Бархин, Е. Б. Новикова).
1964 — Выступила инициатором создания и возглавила архитектурное отделение Университета культуры для школьников при ЦДА (совместно с Н. В. Дмитраш).
Университет просуществовал около 30 лет.
1967 — Участвовала в международном конкурсе на монумент победы на Плайя Хирон, Куба (совместно с сыном Сергеем Бархиным).
1974 — Избрана в Правление Союза архитекторов СССР. Работала в Комиссии архитектурного образования
1985—1989 — Читала курс лекций «Интерьер общественных зданий».
1986 — Участвовала в международном конкурсе на жилой квартал в Сантьяго, Чили
(совместно с С. М. Бархиным, А. П. Гозаком и др.).
1988 — 8 июня присвоено ученое звание профессора.